# Тереза Бер-Шнабель
Тереза Бер (нім. Therese Behr-Schnabel; 14 вересня 1876, Штутгарт — 30 січня 1959, Лугано
) — німецька співачка (контральто). Дружина (з 1905 р.) піаніста Артура Шнабеля, мати піаніста Карла Ульріха Шнабеля й актора Штефана Шнабеля.
Навчалася у Франкфурті-на-Майні у Юліуса Штокхаузена, в Кельні у Франца Вюльнера, в Берліні в Етельки Герстер. У 1899 році з успіхом дебютувала у Берліні, виконуючи камерний вокальний репертуар в супроводі піаніста Альфреда Райзенауера. Надалі виступала в ансамблі з чоловіком (а пізніше і з сином), прославившись перед Першою світовою війною виконанням німецького пісенного репертуару, від Шуберта до Гуго Вольфа (і власних творів Шнабеля, написаних спеціально для неї). У 1930-ті рр. жила разом з чоловіком в Англії та Італії, з 1939 року в США.